# Lockheed C-121 Constellation
Le Lockheed C-121 Constellation est une version de transport militaire de l'avion de ligne Constellation. Un total de 332 appareils sont construits, destinés à la United States Air Force et à la Navy pour divers rôles. Plusieurs versions de système d'alerte aéroporté sont également construites sous la désignation EC-121. À la fin de leur carrière, certains C-121 sont récupérés par des opérateurs civils ; le dernier d'entre eux est retiré en 1993.